# Acaulonopsis eureka
Acaulonopsis eureka là một loài rêu trong họ Pottiaceae. Loài này được R.H. Zander & Hedd. mô tả khoa học đầu tiên năm 2009.